# 2887 Кринов
2887 Кринов (енгл. 2887 Krinov) је астероид главног астероидног појаса чија средња удаљеност од Сунца износи 2,259 астрономских јединица (АЈ).
Апсолутна магнитуда астероида је 13,0.